# توموكازو هيراما
توموكازو هيراما (باليابانية: 平間 智和) (مواليد 30 يونيو 1977)، هو لاعب كرة قدم ياباني سابق كان يلعب كلاعب وسط.

## روابط خارجية
- توموكازو هيراما على موقع رابطة كرة القدم اليابانية للمحترفين (اليابانية)
- توموكازو هيراما على موقع عالم كرة القدم.نت (الإنجليزية)